# Vozovna Letná
Vozovna Letná je zaniklá tramvajová vozovna v Praze-Holešovicích, která stála ve východní části Letenských sadů poblíž Letenského zámečku a lanové dráhy.

## Historie
Vozovna byla uvedena do provozu 18. července 1891 jako součást elektrické dráhy Františka Křižíka na Letné. Jednalo se o dřevěnou staniční budovu s pokladnou, která měla dvě zastřešená zvýšená nástupiště oddělená od kolejí řetězy. Poblíž čekárny se v menší budově nacházela strojovna se skladem. Na místě této budovy měla podle původního projektu stát samostatná vozovna s jednou průjezdnou a jednou kusou kolejí, která krytou čekárnu neměla. Elektrická stanice umístěná ve strojovně vyráběla pro tramvajovou trať elektrický proud. Lokomobila o výkonu 16 k poháněla primární dynamoelektrický stroj, který dodával do troleje napětí 120–150 V.
V roce 1900 požádal František Křižík pražskou obec o možnost napájet letenskou dráhu z pražské elektrovodní sítě. Tento rok byl však posledním rokem provozu tratě. Křižík se rozhodl pro definitivní likvidaci dráhy, provedenou poté v letech 1903–1904. Budova samotné vozovny-čekárny byla zbořena pravděpodobně v roce 1904.